# Zaccanopoli
Zaccanopoli (Zaccanòpuli nel dialetto locale) è un comune italiano di 638 abitanti della provincia di Vibo Valentia in Calabria. È situato sul versante settentrionale del monte Poro. L'economia è basata sulla produzione agricola e sugli allevamenti ovino e caprino.

## Origini del nome
Il nome del comune deriva probabilmente dal cognome greco Zacharòpoulos (Ζαχαρόπουλος), reso in latino con Zacharopolis, e infine incrociato col termine dialettale zaccanu, «ovile».

## Storia
Si ritiene che Zaccanopoli sia stata fondata, insieme a Zambrone e Zungri, dagli abitanti della città di Aramoni, dispersi dopo la distruzione avvenuta per ordine di Roberto d’Angiò nel 1310. Il comune è stato reso indipendente da Parghelia nel 1918.

### Simboli
Lo stemma e il gonfalone sono stati concessi con il decreto del presidente della Repubblica del 24 marzo 2000.
Stemma
Il sole d'oro, il verde e le sette spighe di grano legate da un nastro rosso rappresentano l'agricoltura e i campi di cereali. L'acquasantiera riproduce quella presente nella chiesa della Madonna della Neve, che si dice provenga da Aramoni, antica città che in tempi remoti sorgeva sul Monte Poro e che venne distrutta intorno al 1310.
Gonfalone

## Monumenti e luoghi d'interesse

### Architetture religiose
È presente una chiesa dedicata alla Madonna della Neve, per cui si tiene una processione il 5 agosto. L'edificio è stato ricostruito agli inizi del 1900 a seguito di un terremoto che l'aveva distrutto. Secondo la tradizione, l'acquasantiera della chiesa proviene da Aramoni.

## Società

### Evoluzione demografica
Abitanti censiti

### Etnie e minoranze straniere
Secondo i dati ISTAT al 31 dicembre 2021 i cittadini stranieri residenti erano 31 persone.
Le nazionalità maggiormente rappresentate in base alla loro percentuale sul totale della popolazione residente erano:
- Marocco 14 (2.01%)
- Bulgaria 8 (1.15%)
- Romania 5 (0.72%)
- Polonia 2 (0.29%)
- Nigeria 1 (0.14%)
- Cuba 1 (0.14%)

## Cultura
Sulla comunità di Zaccanopoli l'antropologa Maria Minicuci ha realizzato una ricerca sulle strategie matrimoniali e le modalità di trasmissione del patrimonio nel 1981.

## Amministrazione
| Periodo           | Periodo           | Primo cittadino           | Partito                              | Carica                    | Note |
| ----------------- | ----------------- | ------------------------- | ------------------------------------ | ------------------------- | ---- |
| 23 aprile 1995    | 13 giugno 1999    | Francesco Grillo          | Partito Democratico della Sinistra   | sindaco                   |      |
| 13 giugno 1999    | 13 giugno 2004    | Francesco Grillo          | lista civica                         | sindaco                   |      |
| 13 giugno 2004    | 7 giugno 2009     | Salvatore Domenico Mamone | lista civica                         | sindaco                   |      |
| 7 giugno 2009     | 29 marzo 2010     |                           |                                      | commissario straordinario |      |
| 29 marzo 2010     | 31 maggio 2015    | Pasquale Caparra          | lista civica                         | sindaco                   |      |
| 31 maggio 2015    | 21 settembre 2020 | Pasquale Caparra          | lista civica Alternativa democratica | sindaco                   |      |
| 21 settembre 2020 | in carica         | Maria Budriesi            | lista civica Zaccanopoli risorge     | sindaco                   |      |